# Spaans vetkruid
Spaans vetkruid (Sedum hispanicum) is een eenjarige of tweejarige plant die behoort tot de vetplantenfamilie. De soort komt van nature voor in Syrië, Libanon, de Palestijnse regio, West-Azië, de Balkan, Italië en Zwitserland. De soort staat op de Nederlandse Rode lijst van planten zonder verdere vermelding over voorkomen. In Nederland komt de soort (vooralsnog) alleen verwilderd voor. Het aantal chromosomen is 2n = 14.
De plant wordt 5-15 cm hoog. De rechtopstaande stengel is kaal of heeft bovenaan klierharen. Het blauwgroene, rolronde tot half rolronde, langwerpige, verspreid staande blad is 1-1,5 cm lang en 1-2 mm breed.
Omgebogen vetkruid bloeit van maart tot in juni. De stengels met bloemen zijn 5-15 cm lang. De bloeiwijze is een schermvormige tros. De 4-5 mm grote bloem heeft meestal zes lancetvormige, spitse bloembladen. Ze zijn witachtig met een purperen middennerf. De ongeveer 2 mm lange en 1 mm brede kelkbladen zijn bezet met klierharen. De meeldraden hebben een donkerpurperen kleur. De nectarklieren zijn wit.
De stervormig uitstaande vruchten zijn kokervruchten.	

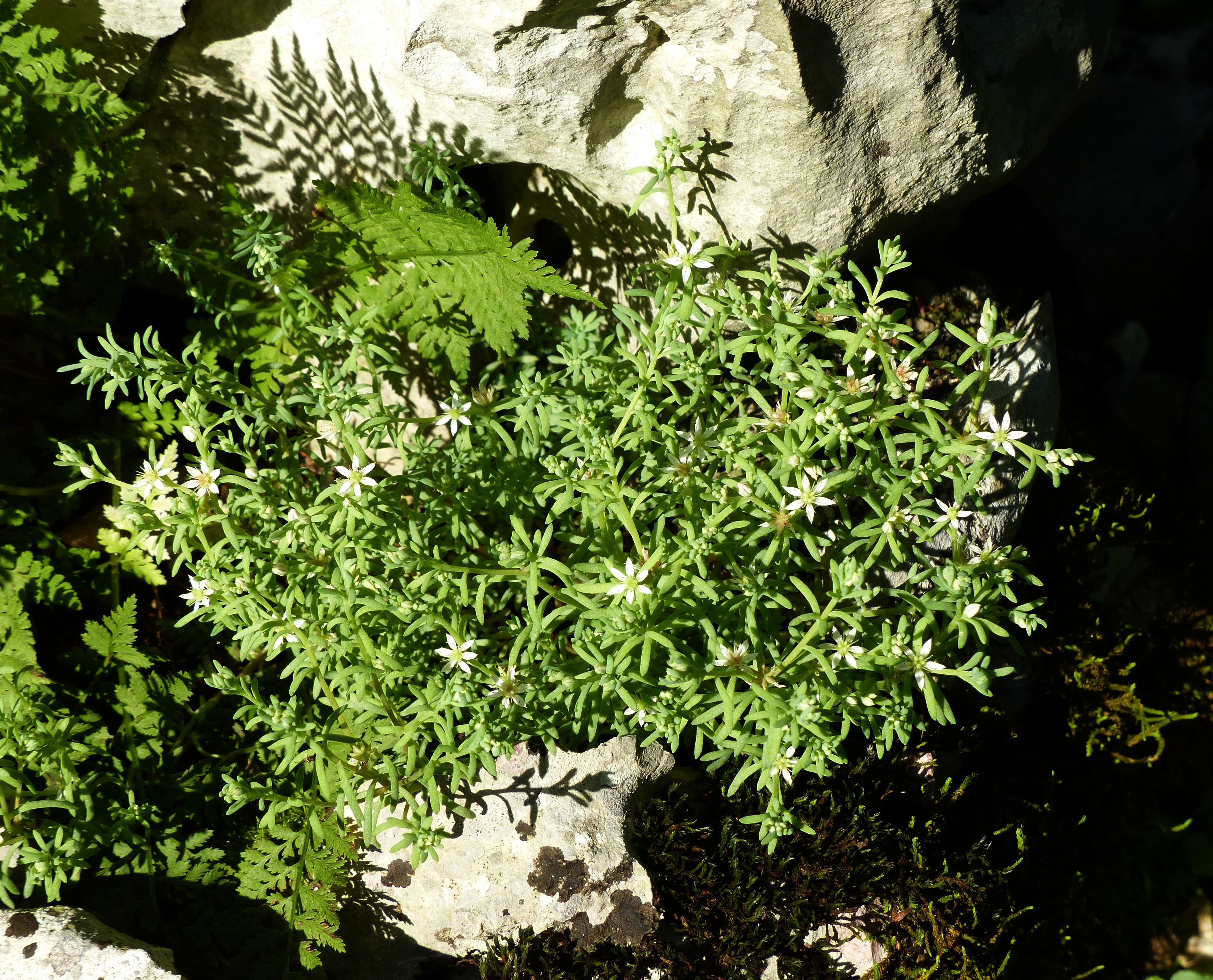
Plant
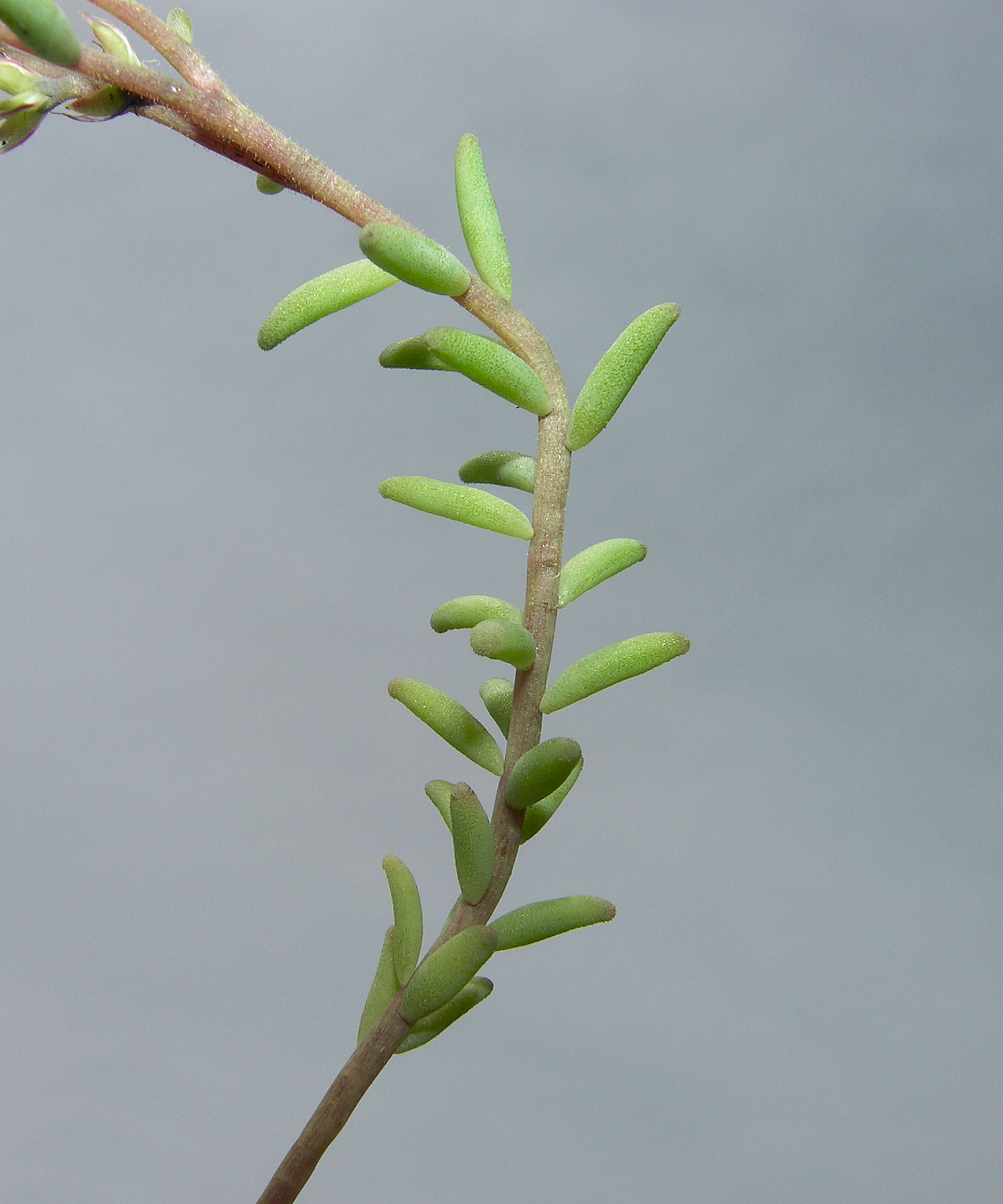
Bladeren op stengel met bloeiwijze
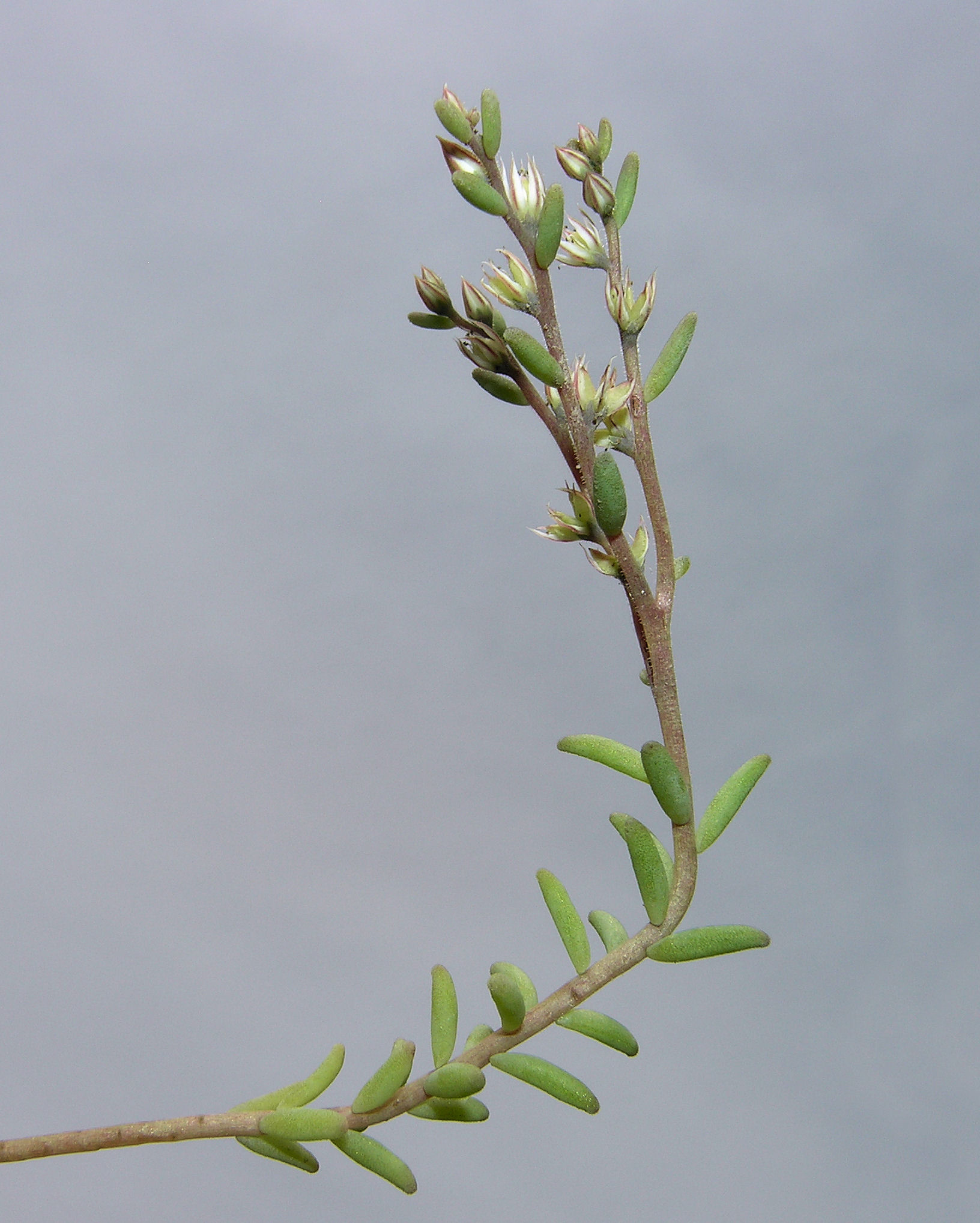
Stengel met bloeiwijze
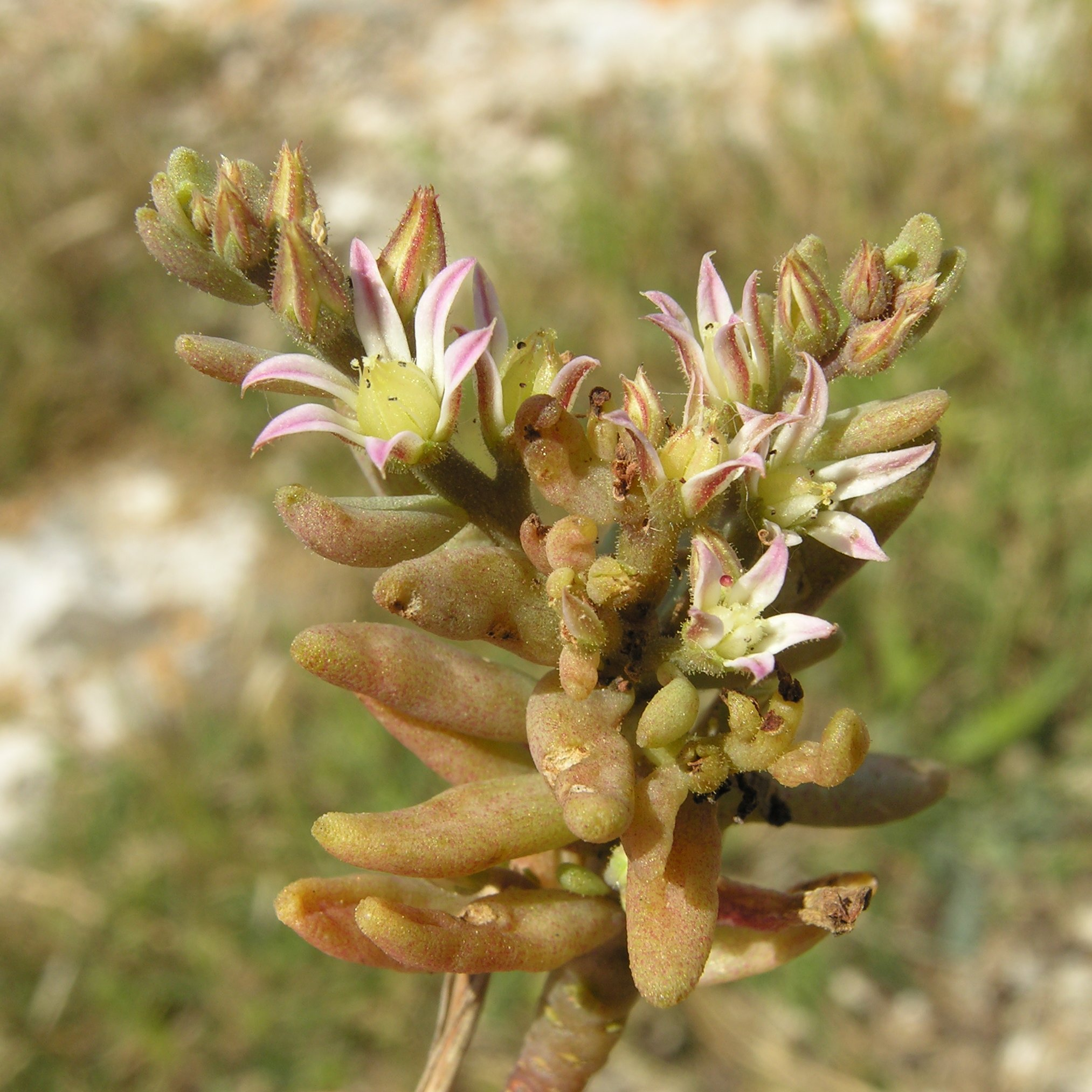
Bloeiwijze
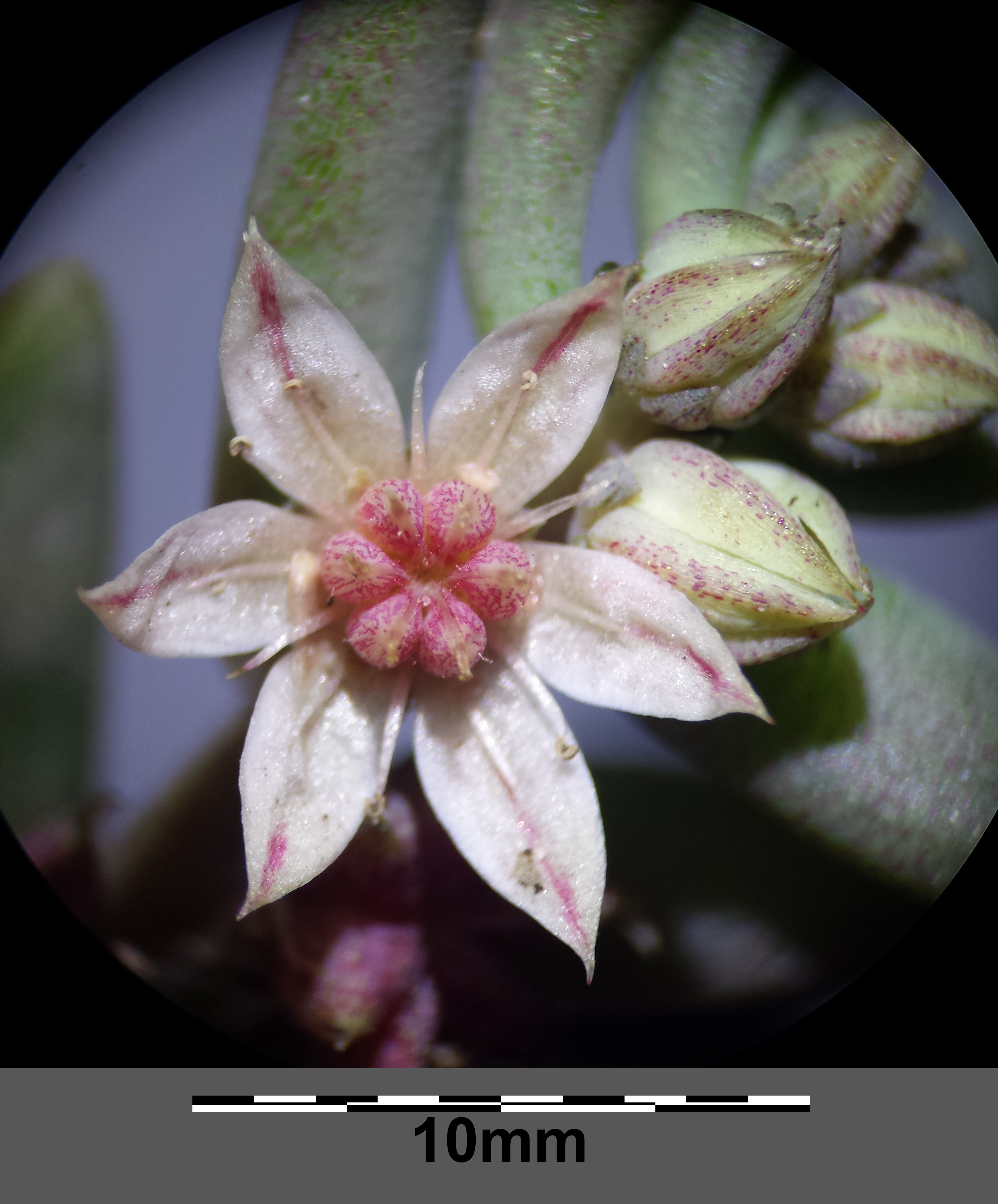
Bloem
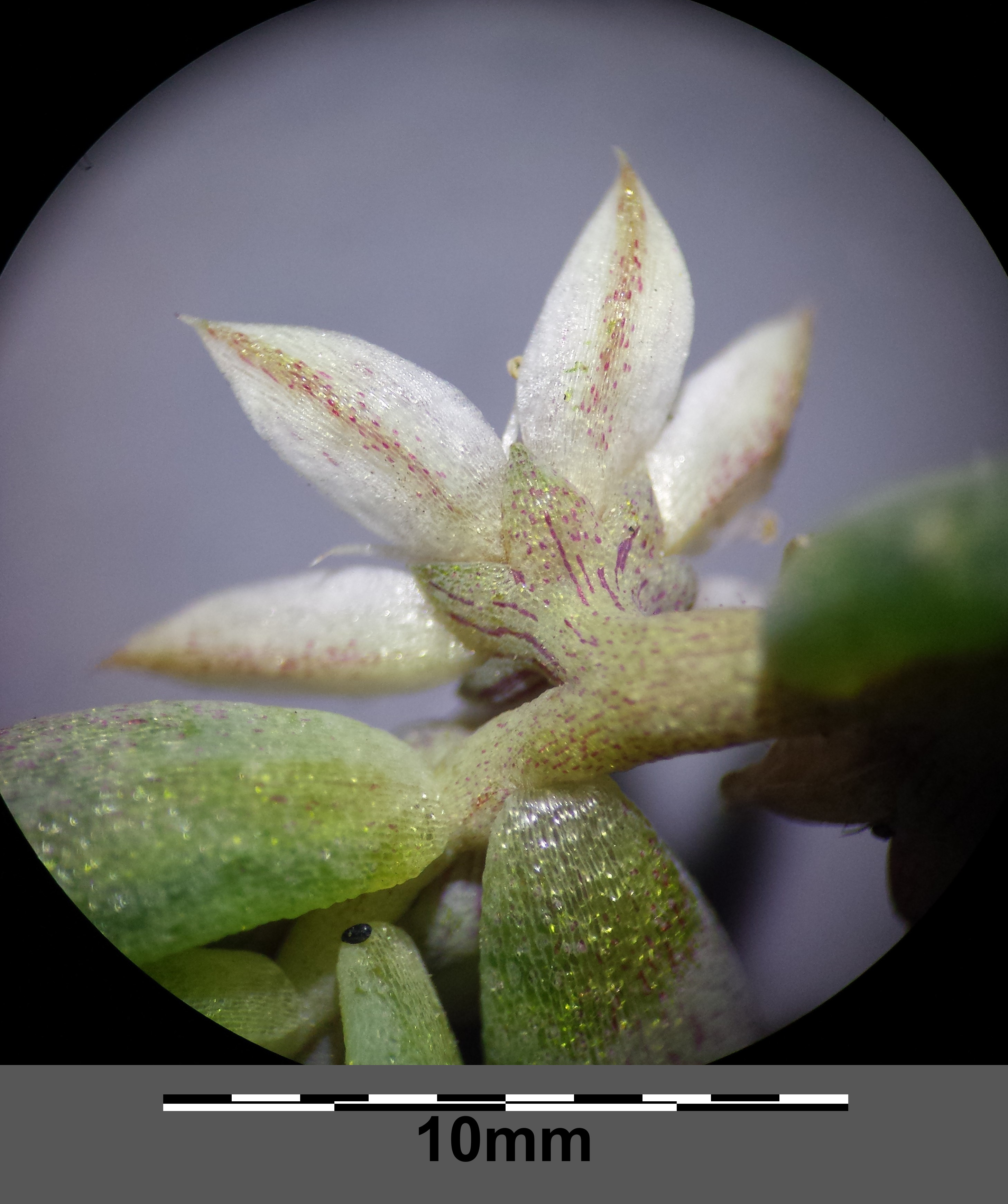
Kelk
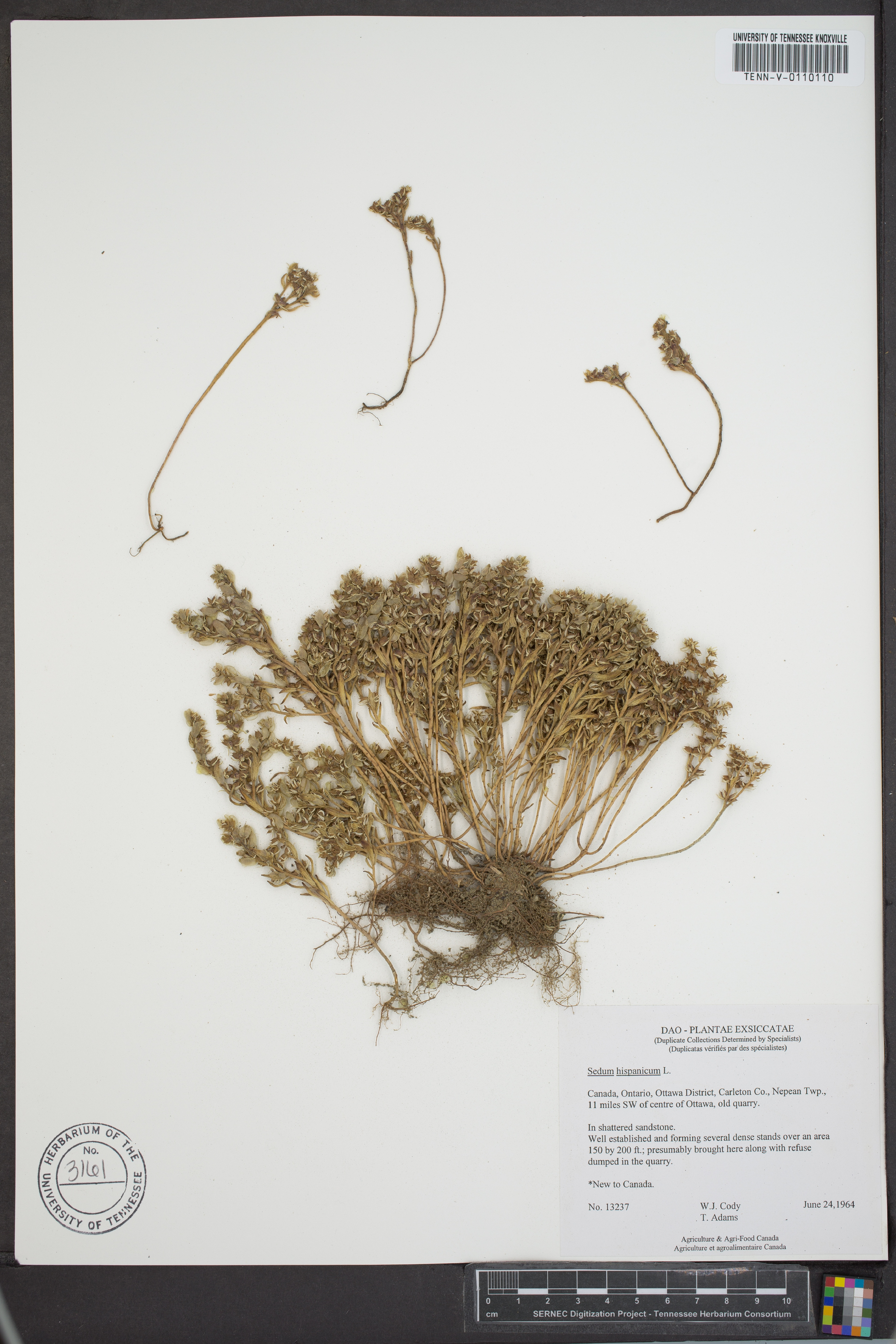
Wortels
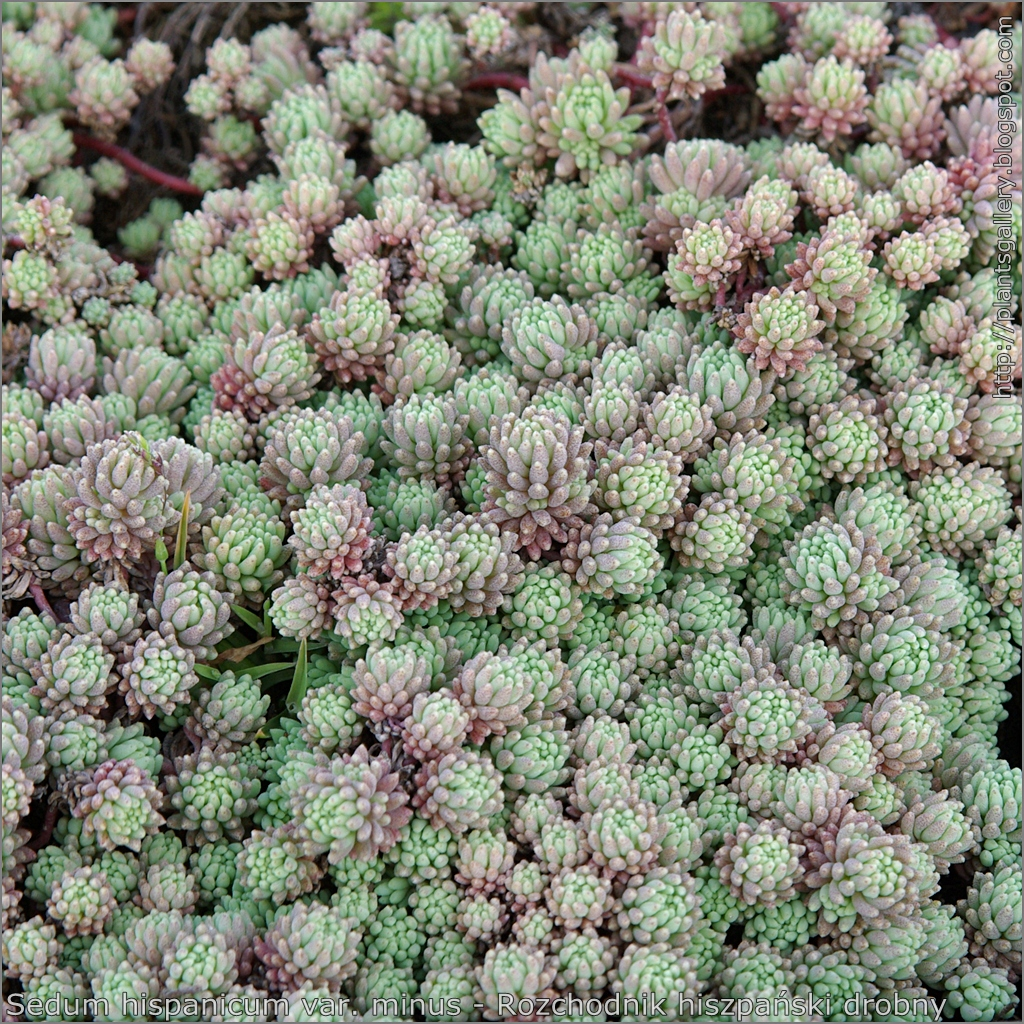
Sedum hispanicum var. minus

## Ecologie en verspreiding
Spaans vetkruid staat op zonnige, droge tot iets vochtige, goed doorlatende, basen- tot vaak kalkrijke, zandige, stenige en ruderale plaatsen. De plant groeit in haar oorsprongsgebied op rotsen en rotshellingen, op steengruis en op muren en stortplaatsen, in bermen, op spoorwegterreinen en op ruderale plekken. Ze komt oorspronkelijk uit Zuidoost-Europa en Zuidwest-Azië, wordt als sierplant gebruikt en is in veel Europese landen en in Noord-Amerika verwilderd of ingeburgerd. In Nederland komt de soort (vooralsnog) alleen verwilderd voor. Het meest nog is ze aangetroffen in stedelijke gebieden in met name het zuidelijke deel van Nederland, maar dit is waarschijnlijk een inventarisatie-effect. Binnen de groep van Sedum-soorten met rolronde tot half rolronde bladeren en witachtige bloemen is deze één- of tweejarige Sedum te onderscheiden door een combinatie van blauwgroene, verspreid staande bladeren aan een kale of bovenaan klierharige stengel, de (5-) 6 (9)-tallige bloemen met stervormig uitstaande vruchten en een kelk die veel kleiner is dan de kroonbladen.